# Tvietskär
Tvietskär är ett skär i Åland (Finland). Det ligger i Skärgårdshavet och i kommunen Brändö i landskapet Åland, i den sydvästra delen av landet. Ön ligger omkring 65 kilometer nordöst om Mariehamn och omkring 230 kilometer väster om Helsingfors.
Öns area är 3,6 hektar och dess största längd är 400 meter i nord-sydlig riktning. Trakten är glest befolkad. Närmaste större samhälle är Brändö, 16,3 km sydost om Tvietskär.